# Shiroi (Chiba)
Shiroi (白井市 Shiroi-shi?) es una ciudad localizada en Chiba, Japón.
A partir de 2008, la ciudad tiene una población de 59.028 y una densidad de 1.667 personas por km². La superficie total es de 35,41 km².

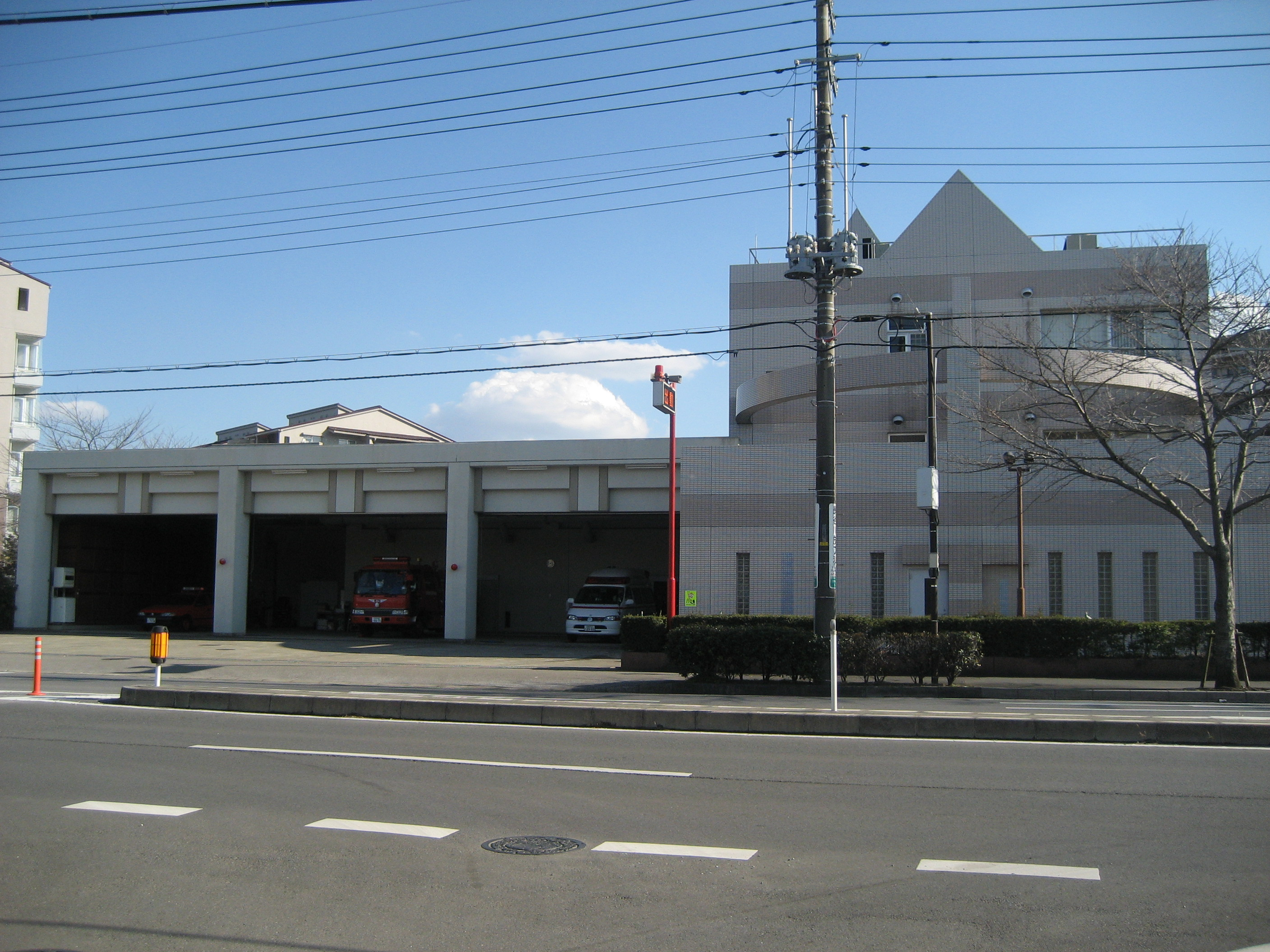
Estación de bomberos Nishi-shiroi.